# ばうんど
ばうんどは、ケイダッシュステージに所属していたお笑いコンビ。共に岩手県出身。

## メンバー
- 赤川直人(あかがわなおと、1983年12月18日（41歳）-)

ボケ担当。立ち位置は左(厳密にはセンターマイクを独占した位置)。血液型はB型。
- 大畑直也(おおはたなおや、1983年11月10日（41歳）-)

ツッコミ担当。立ち位置は右(厳密にはセンターマイクが掛からない位置)血液型はA型。
実家は酪農家。

## 芸風
主に赤川がセンターマイクを独占して一人で話を進めて、横にいる大畑がつぶやきながら突っ込みを入れるが、無視したままネタを続ける。
漫才というよりは、むしろ漫談、スタンドアップ・コメディに近いスタイルを取った。同じ芸風を持つ過去の芸人にはツービートがいる。
以前は大畑も参加する普通の漫才をしていた。

## 出演番組

### TV
- 爆笑ホワイトカーペット（フジテレビ） - キャッチコピーは「いつか2人で弾みたい」
- ウケウリ!!（日本テレビ）- 「いろいろ新人王2010」リポーター
- 夜明けのマルシェ（日本テレビ）- 赤川のみ

### インターネットテレビ
- そらを見なきゃ困るよ!（GyaOジョッキー） - 2009年8月25日で放送終了
- タケミネット（あっ!とおどろく放送局）